# Северни паюти
Северни паюти са наречени редица полуномадски, културно различаващи се и политически независими групи в Големия басейн, които живеят в определен географски регион. Регионът обхваща части от днешните източна Калифорния, западна Невада, югоизточен Орегон и югозападно Айдахо в Съединените щати. Северни паюти е съвременен обединяващ термин за всички групи живеещи в тази територия, които са езиково свързани помежду си. Всяко племе, група или групичка заема определена територия, обикновено около някой воден басейн. Хората ловят риба, водни птици, ловуват дребен дивеч и събират ядки, семена и други диви растителни храни. Често се събират в по-големи групи при лов на антилопи. Името на всяко племе или група е свързано с характерен източник на храна или географска особеност. Отношенията между различните групи и техните съседи като цяло са мирни. Не съществува рязка граница между тях и западните шошони, с които често се смесват. Изключение са културно и езиково различните уашо, с които са в конфликт.

## Исторически групи северни паюти
Имената на историческите групи северни паюти се различават от днешните. Идентифицирани са общо 22 техни местни групи:
- Хунипуитока (Уалпапи) – по Дешуте Ривър, Крукед Ривър и Джон Дей Ривър в централен Орегон. Днес са част от федерално признатите Бърнс паюти.
- Уадодокадо (Уада Тикута, Уада Тука) – живеят на територия от 52 500 кв. мили в района на Мелхиор Лейк, между Каскадните планини в централен Орегон и долината Паюти северно от Бойзи в Айдахо, на юг до пустините около Стийнс Маунтънс, както и в най-южните части на Блу Маунтънс в близост до Паудър Ривър и на север от Джон Дей Ривър. Днес са част от федерално признатите Бърнс паюти.
- Гоятока (Яхускин) – по бреговете на езерата Гус, Силвър, Уорнър и Харни, както и по Спрейдж Ривър. Ловуват главно в басейна Кламат. Днес са федерално признати като част от племето Кламат.
- Коагаитока – в равнината на Снейк Ривър. Днес са част от Шошони – Банок племето на резервата форт Хол.
- Кидотокадо (Гидо Тикута – ядящите жълтокоремен мармот) – около Гус Лейк в Сюрприз Вали в Калифорния и в Уорнър Вали в Орегон, както и до източните склонове на Уорнър Рейндж по границата на Невада с Орегон, достигат на юг до Лонг Вали и Лоуър Лейк. Известни са и като Севернокалифорнийски паюти. Днес са федерално признати като Форт Бидуел индианската общност.
- Ацакудокуа Тувиуараи – или тези, които живеят в Ред Месса. Живеят в северозападна Невада, по границата с Орегон, главно в района на Санта Роса Рейндж, северно от Слъмбъринг Хилс, на запад до Джаксън Маунтънс, на североизток до Дисастър Пийк и обратно на изток до Санта Роса Рейндж. За тях Куин Ривър е най-важната река. Днес са федерално признати като Паюти – Шошони племето на форт Макдермит.
- Соуоктодо (Соуакудокуа Тувиуараи – ядящите пелин) – живеят в областта на Уйнемука, от Огдън Маунтин и Сонома Маунтънс на изток, до Джаксън Маунтън на запад и от Слъмбъри Хилс и Санта Роса Рейндж на север, до Тейбъл Маунтънс и Уилдърнъс на юг. Днес са федерално признати като Паюти – Шошони племето на форт Макдермит и Уинемука паюти в Невада.
- Ямосопо Тувиуараи – или тези, които живеят в Кресчън Вали – живеят в Парадайз Вали в Невада и в Санта Роса Рейндж, както и по поречието на Литъл Хумболт Ривър на юг от границата Орегон – Невада в Осгуд Маунтънс. Днес са федерално признати като Паюти – Шошони племето на форт Макдермит.
- Макухадокадо (Павида Тувиуараи) – живеят около Батъл Маунтън и Юниънвил в Невада, в част от Хумболт Вали и в пустинните долини на Буена Виста Вали, Плезънт Вали, Бъфало Вали, както и в Донома и Ийст Маунтънс. Днес са част от Рино – Спаркс индиън колони.
- Моадокадо (Агаипанинадокадо, Агаипанинади, Агаи Панина Тикута – ядящите риба от езерото) – около Съмит Лейк в Невада и по южната граница на Айдахо. Днес са федерално признати като Съмит Лейк паюти племето на Невада.
- Камодокадо (Кама Тикута – ядящите зайци) – на север от Пирамид Лейк в пустините около Смоуки Крийк и Гранит Крийк. Днес са федерално признати като Йерингтън паюти племето на Йерингтън колони и Кембъл Ранч.
- Погидукаду (Пузи Тикута – ядящите лук) – днес живеят в Йерингтън колони и Кембъл Ранч.
- Тасигет Тувиараи – или тези, които живеят сред планините – живеят в Уйнемука Вали. Днес живеят в резервата Пирамид Лейк.
- Куюидокадо (Куи Уи Тикута) – по бреговете на Пирамид Лейк.
- Кюпадокадо (Куп Тикута – ядящите лалугери) – по бреговете на Хумболт Лейк и по Хумболт Ривър и Синк Ривър. На изток достигат до Пасуп Маунтънс, Камма Маунтънс и Махуба Маунтънс. Днес са федерално признати като Лъвлок паюти племето на Лъвлок индиън колони.
- Тоедокадо (Тои Тикута – ядящите папур) – в Карсън Синк. Днес са федерално признати като Паюти – Шошони племето на резервата Фалън и Колония.
- Агаидокадо (Агаи Тикута – ядящите пъстърва) – днес живеят в резервата Уокър Ривър.
- Пакуидокадо (Пагуи Тикута – ядящите кефал) – днес живеят в резервата Уокър Ривър.
- Онабедукаду – ядящите сол
- Таготока (Тага Тикута) – по Джордан Ривър и Оуайхи Ривър в Орегон и Айдахо.
- Цосо`одо Тувиуараи – тези, които живеят в студа – в околностите на Стийнс Маунтънс в Орегон.

## Култура
Групите северни паюти не са добре организирани, липсва каквато и да е социална и политическа организация. Основна политическа и икономическа единица е семейството, което е ръководено от най-възрастния мъж. Когато семействата се събират заедно образуват по-голяма местна група, която е водена от лидер, чиито пост обикновено се наследява по бащина линия. Други старейшини са избирани да ръководят различните дейности. Когато идват белите някои общности са наречени на името на местните водачи. Първите европейци, които идват са траперите около 1825 г. Контактите зачестяват след 1840те. Този по-късен контакт дава възможност на групите да запазят почти непроменена културата си до наши дни. Културни и религиозни лидери са шаманите. Според религиозните им вярвания всички живи и неживи същества, природните явления и други неща имат собствена духовна сила. Слънцето се счита за особено могъщ дух. От церемониите най-важни са Ритуалът на момичетата встъпващи в пубертета и годишната траурна церемония. Мъртвите са увивани в одеяла и погребвани с личните им вещи. Къщите и останалото им имущество са изгаряни. Младите родилки са обект на различни ограничения. Мъжете като цяло могат да имат повече от една жена, обикновено сестра на съпругата или вдовица на брат. И мъжете и жените носят малко дрехи, изработени основно от кожи или растителни влакна. Жените обикновено се обличат в поли, рокли или носят само къси престилки, а мъжете носят главно набедреник. И двата пола носят мокасини от кожа или тръстика, а през зимата се обличат с ризи и наметала от заешки кожи. Носят още и легинси и кожени ленти на главата украсени с пера. Вида и типа жилища са белязани от голямо сезонно и регионално разнообразие. Временни колиби от върбови рамки покрити с треви и тръстика се използват най-вече през лятото. Зимните жилища на север представляват конусовидни колиби от пръти покрити с рогозки и пръст. В планините използват полуземлянки с покрив от хвойнови или борови клони покрити с пръст. Храната също варира в зависимост от местоположението. Основни храни са различни растения, семена, ядки, плодове, луковици, корени и други. Животинската храна включва птици, яйца, катерици, планински овце, елени, бизони и лосове, както и гущери, змии, ларви и насекоми. Рибата е важна в някои области и по-малко важна в други.

## История
Преди идването на европейците начина им на живот е добре адаптиран към суровата пустинна среда, но с идването на белите всичко коренно се променя. По времето на Златната треска в Калифорния, хиляди авантюристи преминават през земите им. За 10 години от откриването на злато във Вирджиния Сити, златотърсачите проникват във всяко кътче от територията им. Градове и военни постове започват да никнат като гъби. Фермерите и скотовъдците изсичат дърветата, а добитъка унищожава крехката околна среда. Растенията, които индианците използват за храна почти изчезват, а с тях и малкото дивеч. Докарани до глад и отчаяние хората започват да нападат фермите и стопанствата за храна. Напрежението прераства в открити военни действия, тъй наречената Война Пирамид Лейк (1860 г.) По време на конфликта паютите и съюзниците им шошони и банок убиват 80 заселници. Колко обаче индианци са убити не е известно. Войната започва на 6 май 1860 г., когато индианците нападат Уилям Стейшън, за да отмъстят за изнасилването на две момичета паюти от банда бели заселници. След две ожесточени сражения при Пирамид Лейк, в които 80 доброволци и около 200 индианци намират смъртта си, войната приключва. От 1863 г. САЩ започват да разширяват властта си в западните територии. Започната е и мащабна резервационна политика спрямо местното население. Между 1864 и 1868 г. бушува тъй наречената Война Снейк, в която взимат участие всички групи живеещи по река Снейк. В тази война са убити общо 1762 души. В нея няма голямо сражение. Тя е по-скоро партизанска война, характеризираща се с отделни схватки и нападения. С построяването на трансконтиненталната железопътна линия през 1869 г. е сложен край на стълкновенията и на традиционния начин на живот на индианците. Постепенно, но с крути методи племената са затворени в резервати и малки ранчерии. До 1900 г. северните паюти губят 95% от територията си. Резервационният живот е тежък. Глада и безработицата са големи, но въпреки всичко семейните връзки остават все така силни.

## Съвременни групи северни паюти
Днес, в началото на 21 век северните паюти живеят в няколко резервата и индиански колонии, заедно с групи на западните шошони. Има 17 федерално признати племена със значителна популация северни паюти:
- Сийдървил Ранчерия (1914 г. Калифорния – 17 акра)
- Бриджпорт Паюти Индиън Колония (1916 г. Калифорния – 40 акра)
- Бърнс Паюти Индиън Колония (1863 г. Орегон – 11 944 акра)
- Резерват Форт Бидуел (1897 г. Калфорния – 3300 акра)
- Резерват Форт Макдърмит (1892 г. Калифорния и Невада – 35 183 акра) – паюти и шошони
- Лъвлок паюти Лъвлок-Невада (1907 г. – 20 акра)
- Резелват Фалън и Колония (1887 г. Невада – 5540 акра) – паюти и шошони
- Резерват Пирамид Лейк (1874 г. Невада – 475 689 акра)
- Рино – Спаркс Индиън Колония (1917 г. Невада – 1984 акра) – уашо и паюти
- Резерват Дък Вали (1877 г. Айдахо и Невада – 290 000 акра) – паюти и шошони
- Резерват Съмит Лейк (1913 г. Невада – 10 500 акра)
- Съсенвил Индиън Ранчерия (1923 г. Калифорния – 140 акра) – паюти, маиду и Пит Ривър индианци
- Резерват Бентън (1915 г. Калифорния – 160 акра) – Уту Уту Гуаиту паюти
- Резерват Уокър Ривър (1871 г. Невада – 323 406 акра) – Уокър Ривър паюти
- Уиневука индиън колония (1971 г. Невада – 340 акра)
- Резерват Йерингтън (1916 г., Невада – 1653 акра) – Йерингтън паюти

Техни потомци още живеят сред федерално признатите племена на резервата Уорм Спрингс, на резервата Форт Хол, сред кламат (яхускин) и в Алтурас в Калифорния. Общият брой на северните паюти днес е около 7000 души.